# Peter Hildreth
Peter Burke Hildreth (* 8. Juli 1928 in Bedford; † 25. Februar 2011 in Farnham, Surrey) war ein britischer Hürdenläufer, der sich auf die 110-Meter-Distanz spezialisiert hatte.
1950 gewann er Bronze bei den Europameisterschaften in Brüssel.
Bei den Olympischen Spielen 1952 in Helsinki und bei den Europameisterschaften 1954 in Bern erreichte er das Halbfinale, und bei den Olympischen Spielen 1956 in Melbourne scheiterte er im Vorlauf.
1958 wurde er für England startend bei den British Empire and Commonwealth Games in Cardiff Fünfter über 120 Yards Hürden. Bei den Europameisterschaften in Stockholm kam er auf den vierten Platz.
Bei den Olympischen Spielen 1960 in Rom schied er im Viertelfinale aus.
Dreimal wurde er Englischer Meister über 120 Yards Hürden (1950, 1953, 1956) und zweimal über 220 Yards Hürden (1952, 1954). Seine persönliche Bestzeit über 110 Meter Hürden von 14,26 s stellte er am 14. September 1958 in Colombes auf.